# Ulrica Gradin
Ulrica Catharina Gradin, född 22 maj 1961 i Luleå församling i Norrbottens län, är en svensk ämbetsman.
Gradin avlade examen 1982 vid Frans Schartaus Handelsinstitut 1982 och civilekonomexamen 1988 vid Mitthögskolan i Sundsvall. Hon var anställd på NK 1983–1984 och 1988–1990 samt 1991–1997 vid Riksrevisionsverket. Åren 1995–2002 tjänstgjorde hon vid Försvarsdepartementet, från 1997 som kansliråd och från 2000 som ämnesråd. Hon var överdirektör vid Totalförsvarets pliktverk 2002–2007.
Åren 2007–2016 var Gradin departementsråd och chef för Enheten för samordning av samhällets krisberedskap vid Försvarsdepartementet och sedan den 11 januari 2016 är hon länsråd vid länsstyrelsen i Västmanlands län. Hon var mellan 1 december 2021 och 31 oktober 2022 vikarierande landshövding i Västmanlands län, i glappet mellan de ordinarie landshövdingarna Minoo Akhtarzand och Johan Sterte.
Ulrica Gradin invaldes 2018 som ledamot av Kungliga Krigsvetenskapsakademien.